# كاريسا إتيان
كاريسا إتيان هي خبيرة في الصحة العامة من دومينيكا. شغلت منصب مديرة منظمة الصحة للبلدان الأمريكية (PAHO) والمديرة الإقليمية للأمريكتين في منظمة الصحة العالمية (2018-2023). في يناير 2018 تم تعيينها مديرة إقليمية للأمريكتين لمنظمة الصحة العالمية من قبل مجلسها التنفيذي ومقره جنيف. كانت من أبرز المدافعين عن التغطية الصحية الشاملة.

## النشأة والتعليم
تخرجت إتيان بشهادة في الطب والجراحة من جامعة الهند الغربية في جامايكا. وحصلت على درجة الماجستير في صحة المجتمع من كلية لندن للصحة وطب المناطق الحارة.

## المسار المهني
بدأت إتيان حياتها المهنية طبيبةً في مستشفى الأميرة مارجريت في دومينيكا. كانت مديرة خدمات الرعاية الصحية الأولية ومنسقة الكوارث وأخصائية الأوبئة الوطنية في وزارة الصحة ومنسقة البرنامج الوطني للإيدز ورئيسة اللجنة الوطنية لمكافحة الإيدز وشغلت فترتين منفصلتين كرئيسة طبية.
شغلت منصب المدير المساعد لمنظمة الصحة للبلدان الأمريكية من سنة 2003 إلى سنة 2008. شغلت منصب المدير العام المساعد للأنظمة والخدمات الصحية في منظمة الصحة العالمية منذ سنة 2008 إلى سنة 2012. انتُخبت مديرة لمنظمة الصحة للبلدان الأمريكية في سبتمبر 2012 وتولت المنصب الذي تبلغ مدته خمس سنوات في فبراير 2013. وشغلت منصب نائب الرئيس لجمعية الصحة العامة الأمريكية.
في 27 سبتمبر 2017 أُعيد انتخاب إتيان لولاية ثانية مدتها خمس سنوات كمدير لمنظمة الصحة للبلدان الأمريكية وذلك من قبل الدول الأعضاء في المنظمة. عينها المجلس التنفيذي لمنظمة الصحة العالمية مرة ثانية كمديرة إقليمية لمنظمة الصحة العالمية للأمريكتين في 23 يناير 2018.